# Нако, Дако, Цако – моряци
„Нако, Дако, Цако – моряци“ е български телевизионен игрален филм (комедия) от 1974 година на режисьора Нейчо Попов, по сценарий на Братя Мормареви. Оператор е Стоян Злъчкин. Музиката във филма е композирана от Вили Казасян.
Трета серия от тв сериала „Нако, Дако, Цако“ .
Филмът е изготвен със съдействието на Български морски флот.

## Сюжет
Тук тримата легендарни комици са моряци – част от екипажа на моторния кораб „Цанко Церковски“. Акостирайки в пристанище в чужбина, тримата тръгват да пазаруват, но местни наркотрафиканти ги объркват с членове на бандата и вместо рокля (за ролята на Дездемона в шекспировата пиеса Отело) с искрящи декоративни елементи им дават кашон с пакети кокаин. Разбрали грешката си, мафиотите са по петите им.

## Актьорски състав
| В ролите                                             | Изпълнител       |
| ---------------------------------------------------- | ---------------- |
| Нако                                                 | Георги Калоянчев |
| Дако                                                 | Георги Парцалев  |
| Цако                                                 | Никола Анастасов |
| Мария корабната готвачка                             | Стоянка Мутафова |
| Григор, рулевия моряк, ухажор на Мария               | Димитър Манчев   |
| престъпник от хората на Пупо                         | Васил Попов      |
| Петров, моряк                                        | Хиндо Касимов    |
| боцманът                                             | Саркис Мухибян   |
| Пупо, бандит от база 4                               | Божидар Лечев    |
| продавачката в магазина и бандитка от хората на Пупо | Жана Стоянович   |
| шефът наркотрафикант                                 | Климент Денчев   |
| бандит от хората на Пупо                             | Иван Цветарски   |
| бандит, от хората на наркотрафиканта                 | Димитър Георгиев |
| престъпник                                           | Пенчо Пенчев     |
| престъпник                                           | Никола Калоянчев |
| бандит, от хората на наркотрафиканта                 | Стойно Добрев    |
| Стефанов, помощник-капитанът на кораба               | Нейчо Попов      |